# 董元儒
董元儒（1577年9月8日—？），字汝為，號景越，浙江紹興府會稽縣人。明朝末年政治人物。

## 生平
万历二十八年（1600年）庚子科鄉試舉人，萬曆二十九年（1601年）聯捷辛丑科进士，工部觀政，萬曆三十年任直隸大名县知县，值岁饥，赈粮施粥，民始苏。又革除行户，轻徭役，黎民渐起，三十一年調密縣。三十六年行取禮部主事，三十八年考选，四十年授廣東道監察御史，巡青馬房，四十一年三月巡按廣西，復除河南道，四十六年，任直隸漕運巡按，期間曾上漕運六議，被明神宗採納，四十七年巡视山海两关，四十八年巡视京营，次年南京畿道刷卷。天啟元年八月，升太仆寺少卿。天启四年三月，升为右佥都御史、巡抚广西，任內在桂林等九府各州縣修築陂塘、圩岸等三千五百八十三處。天启五年十二月，陝西道御史何可及疏參廣西巡撫董元儒、太僕寺少卿倪應眷。得旨：董元儒陰陽反覆，變詐姦淫，被祝耀祖糾參，恃周嘉謨庇護；倪應春才能濟惡，力足文奸，與左光斗呼吸相通，惟趙南星指使是聽，都著削籍為民，仍追奪誥命。

## 家族
曾祖董瓚，祖董楠，父董维明，母鍾氏，具慶下，兄元官、元昌，元達。弟元任、元泰、元化。娶吴氏。子士京。